# Ahyalosticta
Ahyalosticta é um gênero de mariposa pertencente à família Crambidae.